# Townley (cráter)

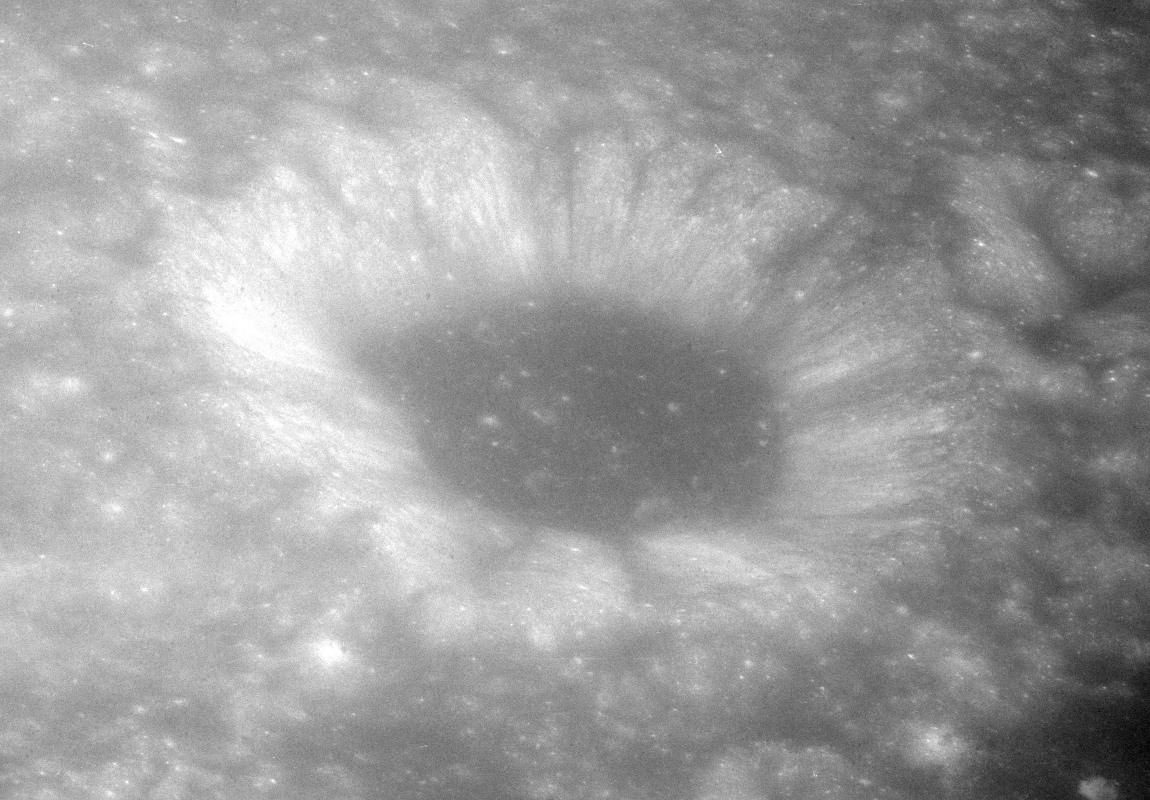
Fotografía de la misión Apolo 11

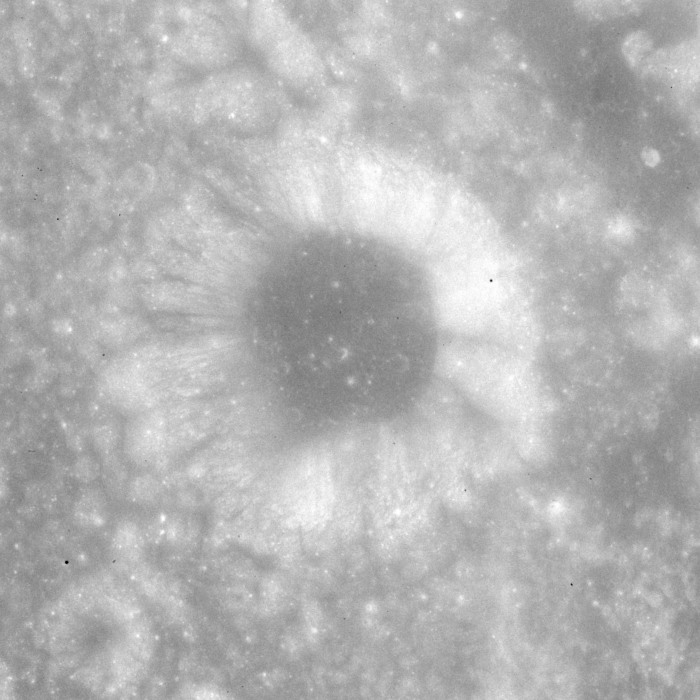
Fotografía de la misión Apolo 15

Townley es un pequeño cráter de impacto que se encuentra en la parte oriental de la Luna, al noroeste del Mare Spumans y al sureste del cráter Apollonius. Este cráter fue designado Apollonius G antes de recibir su nombre actual por acuerdo de la Unión Astronómica Internacional.
|  |
|  |

Su contorno es prácticamente circular, con la pared interna que se inclina hacia un suelo relativamente oscuro y generalmente plano. El albedo de este suelo es similar al del mar lunar situado al sureste. El borde no está significativamente desgastado o erosionado, aunque presenta una brecha similar a un cráter en el borde suroriental. Un pequeño cráter está unido al borde norte, y varios otros pequeños impactos se encuentran cerca del lado suroeste.